# Happy Hogan
Harold Joseph "Happy" Hogan é um personagem das histórias em quadrinhos norte-americanas da Marvel Comics, pertencente ao universo do Homem de Ferro. Era motorista e guarda-costas de Tony Stark.

## Biografia
Happy Hogan é um ex-campeão de boxe que salvou Tony Stark (o alter ego do conhecido super-herói) durante acidente numa corrida de Stock Car. Em retribuição, Stark o contratou como seu motorista e guarda-costas pessoal.
No início, Hogan era um personagem cômico, tanto física quanto psicologicamente: tinha um aspecto "bronco", típicas de boxeador, com orelhas em formato couve-flor e pescoço largo. Com o tempo, os autores foram suavizando sua figura. Seu visual "leão de chácara" foi sendo abandonado e ele se tornou mais magro, mais inteligente e boa-pinta.
Nas primeiras histórias, Hogan se apaixonou pela secretária de Stark, Virginia "Pepper" Potts, e acabou se casando com ela (nos anos 60, os três formavam um triângulo amoroso). Já se transformou por três vezes no supervilão Freak.
O apelido irônico "Happy" (feliz) vem da época em que ele lutava boxe, porque nunca sorria. Em suas primeiras aparições no Brasil (TV, HQ), ele foi batizado de "Felizberto".

## Outras mídias
- Apareceu no desenho animado The Marvel Super Heroes (1966)
- No Universo Cinematográfico Marvel, o personagem é interpretado por Jon Favreau nos filmes Iron Man (2008), Iron Man 2 (2010), Iron Man 3 (2013), Spider-Man: Homecoming (2017), Avengers: Infinity War (2018), Avengers: Endgame (2019), Spider-Man: Far From Home (2019), Spider-Man: No Way Home (2021) e Deadpool e Wolverine (2024).
- Apareceu numa versão adolescente em Iron Man: Armored Adventures (2009)